# Prix Bram-Stoker de la meilleure nouvelle longue
Les prix Bram-Stoker sont attribués chaque année pour les œuvres publiées pendant l'année calendaire précédente.
La catégorie de la meilleure nouvelle longue récompense des nouvelles longues de fantasy ou d'horreur. Pour le prix 1993 uniquement, la catégorie a été scindée en deux, pour récompenser de manière distincte le meilleur roman court et la meilleure nouvelle longue ; les nommés et les vainqueurs de ces deux catégories ont été regroupés ici en une seule pour simplifier la lisibilité.
Les gagnants sont cités en premier, suivis par les autres œuvres nommées.

## Palmarès

### Années 1980

#### 1987
L'Homme en forme de poire (The Pear-Shaped Man) par George R. R. Martin et The Boy Who Came Back from the Dead par Alan Rodgers (ex æquo)
- Pamela's Get par David J. Schow
- Resurrec Tech par S. P. Somtow

#### 1988
Orange pour l'angoisse, bleu pour la folie (Orange Is For Anguish, Blue Is for Insanity) par David Morrell
- The Function of Dream Sleep par Harlan Ellison
- Horrorshow par John Farris
- Le Genévrier (The Juniper Tree) par Peter Straub
- Le Rapace nocturne (The Night Flier) par Stephen King
- Skin Trade (The Skin Trade) par George R. R. Martin

#### 1989
On the Far Side of the Cadillac Desert with Dead Folks par Joe R. Lansdale
- Tout d'abord, juste un spectre (At First Just Ghostly) par Karl Edward Wagner
- The Confessions of St. James par Chet Williamson
- Phantom par Kristine Kathryn Rusch

### Années 1990
| Sommaire : | - Haut - 1990 - 1991 - 1992 - 1993 - 1994 - 1995 - 1996 - 1997 - 1998 - 1999 |

#### 1990
Stephen par Elizabeth Massie
- Bestseller par Michael Blumlein
- Le Lit de l'entropie à minuit (Entropy's Bed at Midnight) par Dan Simmons
- Les Langoliers (The Langoliers) par Stephen King
- Les Fourrures (Pelts) par F. Paul Wilson

#### 1991
The Beautiful Uncut Hair of Graves par David Morrell
- Advocates par Suzy McKee Charnas et Chelsea Quinn Yarbro
- Death Leaves an Echo par Charles de Lint
- Fetish par Edward Bryant
- Magpie par Stephen Gallagher

#### 1992
Aliens: Tribes par Stephen Bissette et The Events Concerning a Nude Fold-Out Found in a Harlequin Romance par Joe R. Lansdale
- For You, the Living par Wayne Allen Sallee
- Nothing Will Hurt You par David Morrell
- The Shrine par David Morrell

#### 1993
Un méphisto en onyx (Mefisto in Onyx) par Harlan Ellison, La Nuit où ils ont enterré Road Dog (The Night We Buried Road Dog) par Jack Cady et Mourir à Bangkok (Death in Bangkok) par Dan Simmons (ex æquo)
- Caroline and Caleb par Richard Gilliam
- Flash-back (Flashback) par Dan Simmons
- Colour par Michael Moorcock
- Darker Angels par S. P. Somtow
- Morts sur le Nil (Death on the Nile) par Connie Willis

#### 1994
The Scent Of Vinegar par Robert Bloch
- L'Alchimie de la gorge (The Alchemy Of The Throat) par Brian Hodge
- Bubba Ho-Tep par Joe R. Lansdale
- The Siren Of Swan Quarter par William Trotter
- Sometimes, In The Rain par Charles L. Grant

#### 1995
Déjeuner au Gotham Café (Lunch at the Gotham Café) par Stephen King
- Baby Girl Diamond par Adam-Troy Castro
- Looking for Mr. Flip par Thomas F. Monteleone
- Lover Doll par Wayne Allen Sallee

#### 1996
The Red Tower par Thomas Ligotti
- Brimstone and Salt par S. P. Somtow
- Kilroy Was Here par Jack Cady
- The Thing from Lover's Lane par Nancy A. Collins

#### 1997
Tempête sur le ring (The Big Blow) par Joe R. Lansdale
- Apocalypse Dracula (Coppola's Dracula) par Kim Newman
- Tout est fatal (Everything's Eventual) par Stephen King
- Le Mot (The Word) par Ramsey Campbell
- The Zombies of Madison County par Douglas E. Winter

#### 1998
Mr. Clubb and Mr. Cuff (Mr. Clubb and Mr. Cuff) par Peter Straub
- As Above, So Below par Brian Hodge
- Leavings par P. D. Cacek
- What Would You Do For Love? par John Shirley

#### 1999
Cinq jours en avril (Five Days in April) par Brian A. Hopkins et Un été de chien (Mad Dog Summer) par Joe R. Lansdale (ex æquo)
- Dread in the Beast par Charlee Jacob
- Right to Life par Jack Ketchum

### Années 2000
| Sommaire : | - Haut - 2000 - 2001 - 2002 - 2003 - 2004 - 2005 - 2006 - 2007 - 2008 - 2009 |

#### 2000
The Man on the Ceiling par Steve Rasnic Tem et Melanie Tem
- God Screamed and Screamed, Then I Ate Him par Lawrence P. Santoro
- In Shock par Joyce Carol Oates
- Un tour sur le Bolid' (Riding the Bullet) par Stephen King

#### 2001
In These Final Days of Sales par Steve Rasnic Tem
- Demolition par Nancy Etchemendy
- Earthworm Gods par Brian Keene
- De A à Z dans l'alphabet chocolat (From A to Z, In the Sarsaparilla Alphabet) par Harlan Ellison
- Northern Gothic par Nick Mamatas

#### 2002
El Dia de los Muertos par Brian A. Hopkins et Mon travail n'est pas terminé (My Work Is Not Yet Done) par Thomas Ligotti (ex æquo)
- Cape Wrath par Paul Finch
- Coraline (Coraline) par Neil Gaiman
- The Origin par David B. Silva

#### 2003
Closing Time par Jack Ketchum
- Fuckin' Lie Down Already par Tom Piccirilli
- Louisiana Breakdown par Lucius Shepard
- The Necromancer par Douglas Clegg
- Roll Them Bones par David Niall Wilson

#### 2004
The Turtle Boy par Kealan-Patrick Burke
- Dead Man's Hand par Tim Lebbon
- Lisey and the Madman par Stephen King
- Northwest Passage par Barbara Roden
- Zora and the Zombie par Andy Duncan

#### 2005
Dernier Cri (Best New Horror) par Joe Hill
- In the Midnight Museum par Gary Braunbeck
- Plans d'urgence antizombies (Some Zombie Contingency Plans) par Kelly Link
- Laissés-pour-compte (The Things They Left Behind) par Stephen King

#### 2006
Dark Harvest par Norman Partridge
- Bloodstained Oz par Christopher Golden et James A. Moore
- Clubland Heroes par Kim Newman
- Hallucigenia par Laird Barron (en)
- Mama's Boy par Fran Friel

#### 2007
Afterward, There Will Be a Hallway par Gary Braunbeck
- Almost the Last Story by Almost the Last Man par Scott Edelman
- An Apiary of White Bees par Lee Thomas
- General Slocum's Gold par Nicholas Kaufmann
- The Tenth Muse par William Browning Spencer

#### 2008
Miranda par John R. Little
- The Confessions of St. Zach par Gene O'Neill
- Redemption Roadshow par Weston Ochse
- The Shallow End of the Pool par Adam-Troy Castro

#### 2009
The Lucid Dreaming par Lisa Morton
- Doc Good's Traveling Show par Gene O'Neill
- Dreaming Robot Monster par Mort Castle
- The Hunger of Empty Vessels par Scott Edelman

### Années 2010
| Sommaire : | - Haut - 2010 - 2011 - 2012 - 2013 - 2014 - 2015 - 2016 - 2017 - 2018 - 2019 |

#### 2010
Invisible Fences par Norman Prentiss
- Dissolution par Lisa Mannetti
- Monsters Among Us par Kirstyn McDermott
- The Painted Darkness par Brian James Freeman
- The Samhanach par Lisa Morton

#### 2011
The Ballad of Ballard and Sandrine par Peter Straub
- 7Brains par Michael Louis Calvillo
- The Colliers' Venus (1893) par Caitlín R. Kiernan
- Roots and All par Brian Hodge
- Rusting Chickens par Gene O'Neill
- Ursa Major par John R. Little

#### 2012
The Blue Heron par Gene O'Neill
- The Fleshless Man par Norman Prentiss
- I'm Not Sam par Jack Ketchum et Lucky McKee
- Lost Girl of the Lake par Joe McKinney et Michael McCarty
- Thirty Miles South of Dry County par Kealan Patrick Burke

#### 2013
The Great Pity par Gary Braunbeck
- The Bluehole par Dale Bailey
- The Slaughter Man par Benjamin K. Ethridge
- No Others Are Genuine par Gregory Frost
- House of Rain par Greg F. Gifune

#### 2014
Fishing for Dinosaurs par Joe R. Lansdale
- The Infected par Taylor Grant
- Dreams of a Little Suicide par Eric J. Guignard
- Three Guys Walk Into a Bar par Jonathan Maberry
- Lost and Found par Joe McKinney (en)

#### 2015
Little Dead Red par Mercedes M. Yardley
- Paper Cuts par Gary A. Braunbeck
- Becoming Invisible, Becoming Seen par Scott Edelman
- The Box Jumper par Lisa Mannetti
- Special Collections par Norman Partridge

#### 2016
The Winter Box par Tim Waggoner
- The Sadist’s Bible par Nicole Cushing
- That Perilous Stuff par Scott Edelman
- La Ballade de Black Tom (The Ballad of Black Tom) par Victor LaValle
- The Jupiter Drop par Josh Malerman (en)

#### 2017
Mapping the Interior par Stephen Graham Jones
- Faking it Until Forever Comes par Scott Edelman
- Les Agents de Dreamland (Agents of Dreamland) par Caitlín R. Kiernan
- Sweetlings par Lucy Taylor
- A Kiss of Thorns par Tim Waggoner

#### 2018
The Devil’s Throat par Rena Mason
- Our Children, Our Teachers par Michael Bailey
- Vous êtes libres (You Are Released) par Joe Hill
- Dead Lovers on Each Blade, Hung par Usman T. Malik
- Bitter Suites par Angela Yuriko Smith

#### 2019
Up from Slavery par Victor LaValle
- The Keeper of Chernobyl par Alessandro Manzetti
- The Cat Sitter par Anna Taborska
- To Be Devoured par Sara Tantlinger
- Into Bones Like Oil par Kaaron Warren

### Années 2020
| Sommaire : | - Haut - 2020 - 2021 - 2022 - 2023 - 2024 |

#### 2020
Night of the Mannequins par Stephen Graham Jones
- Beyond the Reef par Gabino Iglesias
- The Invention of Ghosts par Gwendolyn Kiste (en)
- I Will Find You, Even in the Dark par Jess Landry
- Deux vérités, un mensonge (Two Truths and a Lie) par Sarah Pinsker

#### 2021
Twentieth Anniversary Screening par Jeff Strand (en)
- Goddess of Filth par V. Castro
- Nothing But Blackened Teeth par Cassandra Khaw (en)
- As-tu mérité tes yeux ? (Things Have Gotten Worse Since We Last Spoke) par Eric LaRocca
- Recitation of the First Feeding par Hailey Piper

#### 2022
The Wehrwolf par Alma Katsu (en)
- And in Her Smile, the World par Rebecca J. Allred et Gordon B. White
- Through the Looking Glass and Straight into Hell par Christa Carmen
- Below par Laurel Hightower
- Three Days in the Pink Tower par E. V. Knight

#### 2023
Linghun par Ai Jiang (en)
- Rumpus Room par Tananarive Due
- The Salt Grows Heavy par Cassandra Khaw (en)
- Sleep Alone par J. A. W. McCarthy
- Despatches par Lee Murray (en)

#### 2024
Coup de Grâce par Sofia Ajram
- Rest Stop par Nat Cassidy (en)
- Kill Your Darling par Clay McLeod Chapman
- All The Parts of You That Won’t Easily Burn par Eric LaRocca
- Hollow Tongue par Eden Royce (en)